# Dilocantha bennetti
Dilocantha bennetti är en stekelart som beskrevs av John M. Heraty 1998. Dilocantha bennetti ingår i släktet Dilocantha och familjen Eucharitidae. Inga underarter finns listade i Catalogue of Life.